# (8386) Vanvinckenroye
(8386) Vanvinckenroye  es un asteroide del cinturón principal perteneciente al cinturón de asteroides, región del sistema solar que se encuentra entre las órbitas de Marte y Júpiter.
Fue descubierto el 27 de enero de 1993 por el astrónomo belga Eric Walter Elst desde el Observatorio Astronómico de Calern.

## Designación y nombre
Designado provisionalmente como 1993 BB6 fue nombrado por el organista y compositor Jef Vanvinckenroye (n. 1939), muy buen amigo del descubridor.

## Características orbitales
(8386) Vanvinckenroye está situado a una distancia media del Sol de 2,917 ua, pudiendo alejarse hasta 3,060 ua y acercarse hasta 2,773 ua. Su excentricidad es 0,049 y la inclinación orbital 1,643 grados. Emplea 1819,60 días en completar una órbita alrededor del Sol.
Pertenece a la familia de asteroides de (158) Koronis.

## Características físicas
La magnitud absoluta de (8386) Vanvinckenroye es 13,53. Tiene 5,713 km de diámetro y su albedo se estima en 0,236.